# 9758 Dainty
A 9758 Dainty (ideiglenes jelöléssel 1991 GZ9) a Naprendszer kisbolygóövében található aszteroida. D. I. Steel fedezte fel 1991. április 13-án.